# وانگ چوان-فو
وانگ چوان-فو (به چینی: 王传福) (زاده ۱۵ فوریه ۱۹۶۶) کارآفرین، بازرگان، شیمی‌دان، سرمایه‌دار و مدیر ارشد اجرایی چینی است، که در سال ۱۹۹۵ شرکت بی‌وای‌دی کو را تأسیس کرد.
وی سپس در سال ۲۰۰۳ شرکت خودروسازی سیچوان را خریداری نمود و با استفاده از دارایی‌های آن، شرکت بی‌وای‌دی را تأسیس نمود. شرکت بی‌وای‌دی هم‌اکنون دهمین خودروساز چین بشمار می‌آید.